# The Dead Horse EP
Albums de Junior Boys
So This Is Goodbye
(2006) Begone Dull Care
(2009)
The Dead Horse EP est un EP du groupe Junior Boys, sorti en 2007 sur le label Domino Records et constitué de remix de titres figurant sur l'album précédent du groupe, So This Is Goodbye, sorti l'année précédente. 
L'accueil critique a été très positif, notamment de la part de Pitchfork, avec une note de 8,0/10.

## Liste des titres
1. In the Morning (Hot Chip remix) (Junior Boys, Andi Toma) – 9:45
2. FM (Tensnake remix) (Junior Boys) – 7:18
3. Like a Child (Carl Craig remix) (Junior Boys) – 10:39
4. Double Shadow (Kode 9 remix) (Junior Boys) – 6:29
5. FM (Marsen Jules remix) (Junior Boys) – 5:16